# 可児市立蘇南中学校
可児市立蘇南中学校（かにしりつ そなんちゅうがっこう）は、岐阜県可児市にある公立の中学校。

## 概要
岐阜県内の公立中学校で最も生徒数の多い学校である。2025年4月7日時点の生徒数は1055人。
1970年代に帷子地区の人口が急増し、マンモス校化。プレハブ教室の増設で凌いてきたが、運動場が狭まるなどの弊害が発生した為、西可児中学校の新設が決定する。1979年3月26日に蘇南中学校で分離式が行われ、同年4月に西可児中学校を分離した。
校区内には工場が多く、約30年の歴史を持つ日系外国人コミュニティが存在する。市内中学校では唯一となる常勤の通訳が配置されていることから、同校は外国籍生徒の保護者から積極的に選ばれている。2024年4月1日時点で生徒数999人のうち約21%にあたる213人がブラジル、フィリピンなどにルーツを持つ外国籍の生徒である。他校の外国籍生徒の割合は5〜7%で推移しており、突出して高い。
2004年から可児市は外国人の「不就学ゼロ」を目指すと宣言し、校区内に「ばら教室KANI」を開設した。ばら教室の修了後は、蘇南中学校にある国際教室で入学から2年間に限り、少人数での個別指導で特別な補習を受けられる仕組みが用意されている。2021年の時点で国際教室に通う生徒のほとんどが高校進学を目指している。
外国籍生徒の人数は景況に左右され易く、リーマンショックが発生した2008年には派遣切りによる失職、帰国が相次ぎ市内に7200人いた外国人住民は5200人にまで減少した。今後も同様の事態が発生する可能性を踏まえ、市は新校舎の建設には消極的な姿勢を示している。教室不足については、2020年から実施された校舎の大規模改修の際に使用された仮校舎を活用して対応する方針である。

## 沿革
- 1947年（昭和22年）4月
  - 可児郡土田村に土田村立土田中学校が開校。土田小学校に併設。
  - 可児郡春里村に春里村立春里中学校が開校。春里小学校に併設。
  - 可児郡帷子村に帷子村立帷子中学校が開校。帷子小学校に併設。
- 1948年（昭和23年）
  - 4月10日 - 土田村と春里村で学校組合を設置。土田中学校と春里中学校を統合し、ニカ村組合立西部中学校が開校。統一校舎は無く、土田小学校、春里小学校に土田分校、春里分校を設置。
  - 9月30日 - 帷子村が学校組合に参加し、三カ村組合となる。帷子中学校を統合し、土田村・春里村・帷子村三カ村組合立西部中学校となる。帷子小学校に帷子分校を設置。
  - 11月 - 土田村が萱場工業女子寮を校舎として改修。この建物を西部中学校の本校とする。同時に土田分校は廃止。帷子分校、春里分校は継続。
- 1952年（昭和27年）10月 - 今渡町、土田村、春里村、帷子村で学校組合の中学校の設置が決まる。
- 1953年（昭和28年）
  - 4月 - 西部中学校と今渡中学校を統合し、今渡町・土田村・春里・帷子村四カ町村組合立西部中学校となる。本校は西部中学校本校（土田村）とし、今渡分校、帷子分校、春里分校を設置。
  - 10月 - 現在地に統合校舎が完成。今渡分校、帷子分校、春里分校を廃止。
  - 11月3日 - 校名を今渡町・土田村・春里・帷子村四カ町村組合立蘇南中学校に改称する。
- 1955年（昭和30年）2月1日 - 今渡町、広見町、土田村、久々利村、平牧村、春里村、帷子村が合併し、可児町が発足。同時に可児町立蘇南中学校に改称する。
- 1979年（昭和54年）4月 - 西可児中学校を分離する。
- 1980年（昭和55年） - 新校舎（鉄筋コンクリート造4階建）が完成。
- 1982年（昭和57年）4月1日 - 市制施行して可児市となる。同時に可児市立蘇南中学校に改称する。
- 1987年（昭和62年） - 校舎を増築する。
- 1988年（昭和63年） - 屋内運動場が完成。
- 1999年（平成11年） - 日本語適応教室を設置。
- 2005年（平成17年） - 日本語適応教室を国際教室とし、施設面および内容面での充実を図る。
- 2011年（平成23年） - 新校舎が完成。
- 2020年（令和2年）- 2ヵ年にわたる校舎の大規模改修工事が開始。工事中に建設された仮校舎はその後も継続して使用される。

## 通学区域
（出典：）
- 下恵土
- 禅台寺
- 徳野南
- 土田
- 今渡
- 川合
- 川合北

## 進学前小学校
- 今渡北小学校
- 今渡南小学校
- 土田小学校